# Okha (India)
Okha es una ciudad de la India en el distrito de Jamnagar, estado de Guyarat.

## Geografía
Se encuentra a una altitud de 5 m s. n. m. a 496 km de la capital estatal, Gandhinagar, en la zona horaria UTC +5:30.

## Demografía
Según estimación 2011 contaba con una población de 24 103 habitantes.